# NGC 363
NGC 363 é uma galáxia lenticular (S0) localizada na direcção da constelação de Cetus. Possui uma declinação de -16° 32' 32" e uma ascensão recta de 1 horas, 06 minutos e 15,7 segundos.
A galáxia NGC 363 foi descoberta em 1886 por Frank Leavenworth.